# Берензас (Новокузнецький район)
Беренза́с (рос. Берензас) — селище у складі Новокузнецького району Кемеровської області, Росія. Входить до складу Центрального сільського поселення.
Стара назва — Усть-Берензас.

## Населення
Населення — 71 особа (2010; 56 у 2002).
Національний склад (станом на 2002 рік):
- росіяни — 91 %